# Anaxibia pictithorax
Anaxibia pictithorax är en spindelart som först beskrevs av Kulczynski 1908.  Anaxibia pictithorax ingår i släktet Anaxibia och familjen kardarspindlar. Inga underarter finns listade i Catalogue of Life.